# Volvo RM12
Volvo RM12 je švédský turbodmychadlový letecký motor s nízkým obtokovým poměrem vyvinutý pro víceúčelový letoun Saab JAS-39 Gripen. Jde o variantu amerického typu General Electric F404, vyráběnou společností Volvo Aero (nyní GKN Aerospace Engine Systems).

## Vznik a vývoj
Typ byl vyvinut z motoru GE F404-400 a produkovaný společností Volvo Aero. Změny proti standardnímu F404 zahrnovaly zvětšení spolehlivosti pro provoz na jednomotorových proudových letounech (včetně zesílení odolnosti pro případ střetu s ptactvem), zvýšení tahu a instalaci plně digitálního systému řízení chodu motoru (FADEC). Několik součástí a subsystémů byla překonstruováno tak aby byla snížena náročnost na údržbu. Vstupní ústrojí motoru bylo navrženo s cílem minimalizovat radarový odraz kompresoru, což přispělo k celkovému zmenšení radarového průřezu letounu. Analogová řídící jednotka motoru F404 byla nahrazena digitální, vyvinutou ve spolupráci společností GE Aviation a Volvo Aero, která komunikuje s kokpitem prostřednictvím datalinek, při ponechání jednoduchého mechanického systému řízení spotřeby paliva jako záložní varianty ovládání. Tento mechanický záložní systém zůstává zachován i po implementaci nového digitálního systému kontroly motoru FADEC, vyvíjeného Volvem od roku 1996. Polovina motoru je vyráběna společností General Electric, ale komponenty jako dmychadla, kompresory a systém přídavného spalování jsou vyráběny ve Švédsku, kde také probíhá finální montáž.

## Použití
- Saab JAS-39 Gripen
- IAI Nammer (pouze projekt)

## Specifikace (Volvo RM12)

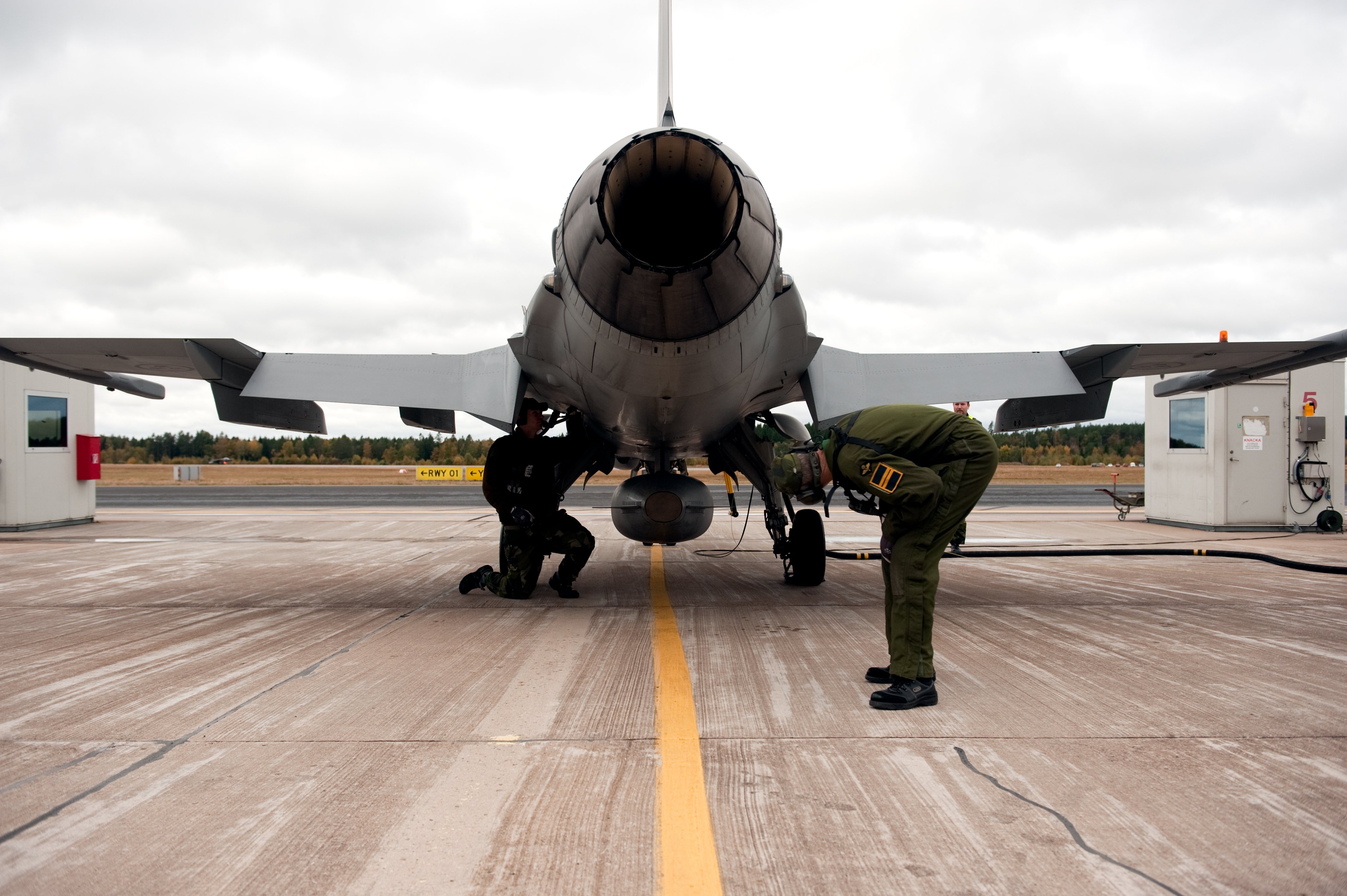
Mechanik při vizuální inspekci nainstalovaného motoru

### Technické údaje
- Typ: dvouproudový motor s přídavným spalováním
- Délka: 4,04 m
- Průměr: 0,889 m
- Suchá hmotnost:

### Součásti
- Kompresor: axiální kompresor, třístupňové nízkotlaké dmychadlo, sedmistupňový vysokotlaký kompresor
- Spalovací komory: prstencové
- Turbína: jednostupňová nízkotlaká, jednostupňová vysokotlaká

### Výkony
- Maximální tah:
  - 54 kN (maximální bojový tah)
  - 80,5 kN (s přídavným spalováním)
- Maximální stupeň stlačení: 27,5:1
- Obtokový poměr: 0,31:1
- Průtok/hltnost vzduchu: 68 kg/s
- Měrná spotřeba paliva:
  - při bojovém tahu: 23,9 mg/(N · s)
  - s přídavným spalováním: 50,6 mg/(N · s)
- Poměr tah/hmotnost: 7,8:1